# Bandeira de Porto Rico
A bandeira de Porto Rico consiste de cinco faixas horizontais, três delas vermelhas e duas brancas alternadas, e um triângulo equilátero azul na tralha, contendo no seu interior uma estrela branca de cinco pontas.
A bandeira foi desenhada durante a última década do século XIX como um símbolo dos separatistas porto-riquenhos que viviam na cidade de Nova Iorque. A identidade do autor da bandeire ainda é disputada, com os seus possíveis autores sendo os patriotas porto-riquenhos José de la Matta Terreforte, Antonio Vélez Alvarado, Manuel Besosa e o poeta guerrilheiro Francisco Gonzalo (Pachín) Marín. Porém, uma carta datada de 20 de maio de 1923, escrita por Terreforte estabelece que foi Pachín Marín quem propós a Terreforte o desenho da bandeira.